# ブラチスラヴァ地域鉄道線企業体

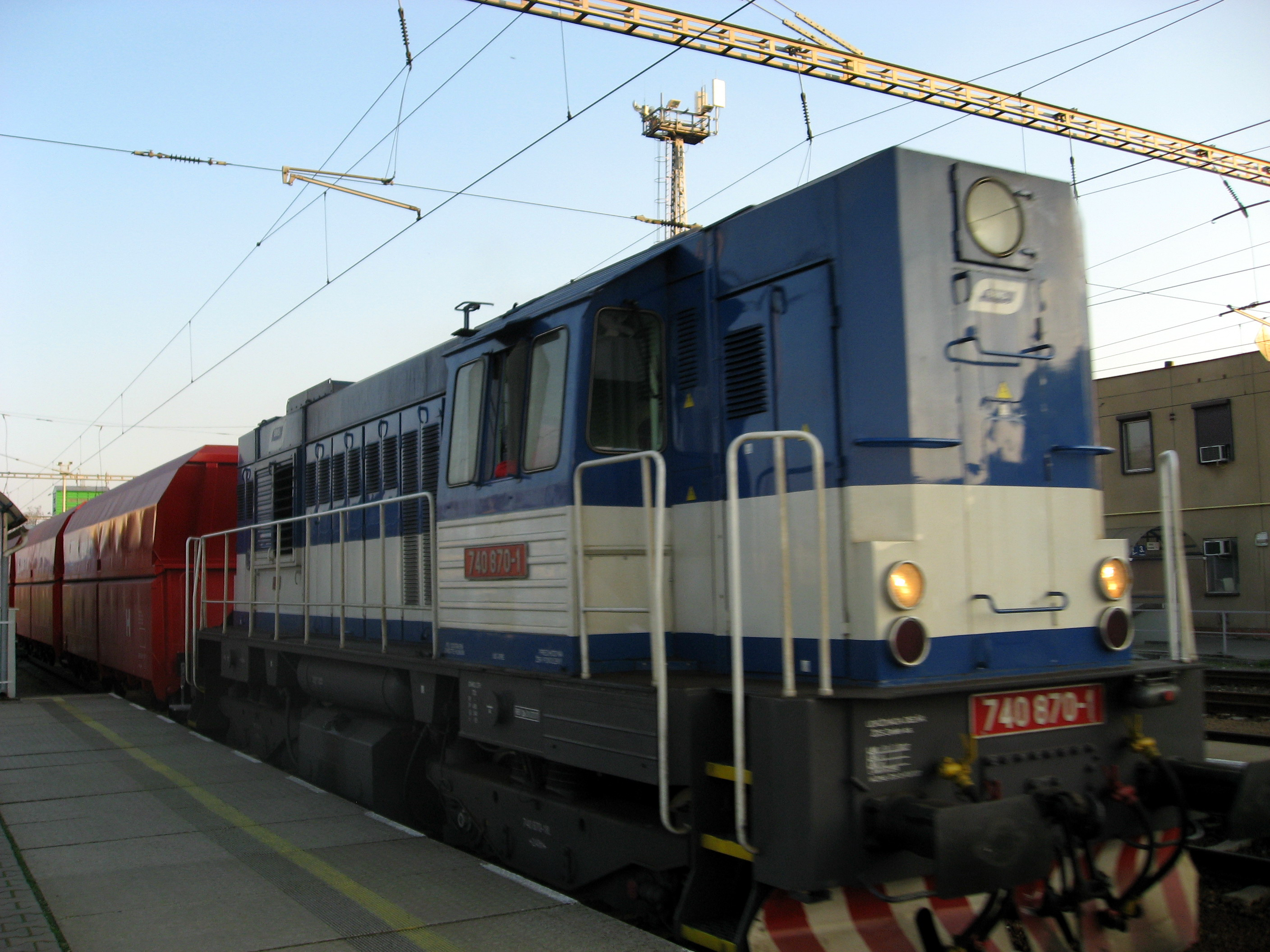
貨物列車を牽引するBRKS740形ディーゼル機関車（旧スロバキア国鉄740形、チェコ国鉄ポディヴィーン鉄道駅）

ブラチスラヴァ地域鉄道線企業体株式会社（スロバキア語:BRKS, Bratislavská regionálna koľajová spoločnosť, a.s.）は、かつて存在したスロバキアの民間鉄道会社で、旅客列車を運行した企業としては第二次世界大戦後初の私鉄。2011年9月14日に破産宣告を受け倒産した。国際鉄道連合（UIC）および欧州鉄道共同体（CER）に加盟していた。

## 概要

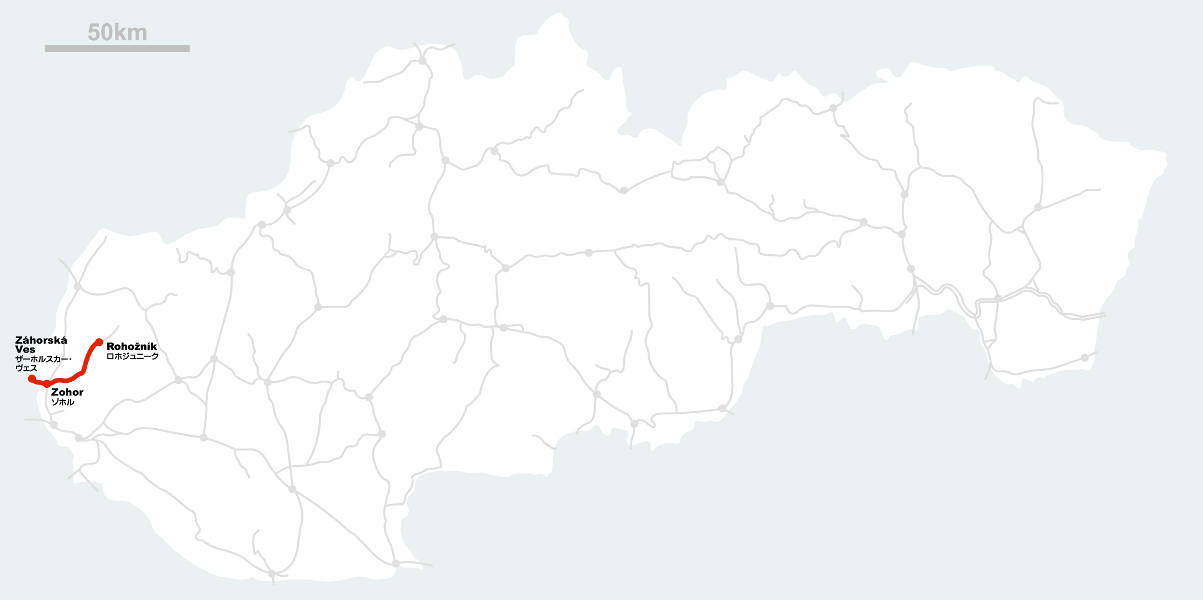
BRKSの旅客列車運行区間（2003年-2006年）

2000年に政府によって「地方線」（Regionálna drahá）に指定され、2003年に鉄道企業体（旧ZSSK）が運行を取りやめたブラチスラヴァ県マラツキ郡ゾホル村周辺のスロバキア国鉄線2路線（標準軌、非電化、総延長49km）の運行継続を目的として、2003年にブラチスラヴァ県政府（Bratislavský samosprávny kraj）と民間企業の出資で設立された。
設立当初の出資比率はブラチスラヴァ県政府が51%で過半数を占め、鉄道車両メーカーのŽOSウルートキ（ŽOS Vrútky）が20%、ヴェオリア・トランスポールが13%を出資した。2009年末現在ではブラチスラヴァレール株式会社（Bratislava Rail a.s.）とSUARコンサルティング株式会社（SUAR Consulting s.r.o.）がともに45.33%の筆頭株主で、ブラチスラヴァ県政府は9%、ヴェオリアトランスポールベルリン有限会社は0.18%と出資比率を大きく引き下げていた。
列車運行事業認可を得たあと、ゾホル-ザーホルスカーヴェス鉄道線（営業キロ14.5km）、プラヴェツキーミクラーシュ-ゾホル鉄道線ロホジュニーク-ゾホル間（営業キロ22.8km）で2003年6月から旅客・貨物列車の代替運行を行い、一部列車はブラチスラヴァ中央駅への乗り入れを行った。
しかし県当局から約束されていた助成が不十分だとして2005年1月、ロホジュニーク-ゾホル間の旅客列車運行を休止。ゾホル-ザーホルスカーヴェス鉄道線の旅客列車運行事業も2006年に撤退し、計画していた国鉄ブラチスラヴァ-ジリナ鉄道線ブラチスラヴァ-トルナヴァ間の旅客列車運行事業も断念した。ゾホル-ザーホルスカーヴェス鉄道線についてはその後鉄道企業体スロバキア（ZSSK）が旅客列車の運行を引き継いだ（のち休止）。
一方2004年以降、オープンアクセス事業者として国鉄ブラチスラヴァ-スカリツァ鉄道線およびブラチスラヴァ-コマールノ鉄道線を経由する貨物列車運行事業に進出。チェコ鉄道（ČD）から電気機関車のリースを受け、国鉄系のČDカーゴ（チェコ）、PKPカーゴ（ポーランド）、MÁVカーゴ（ハンガリー）および民間列車運行事業者のウニペトロル運輸（Unipetrol doprava, チェコ）、セントラルヨーロッパ鉄道（Central European Railway, ハンガリー）、ウィーン地方鉄道カーゴ（Wiener Lokalbahnen Cargo, オーストリア）、ヴェオリアスロバキア（スロバキア）の各社と国際貨物列車の運行を開始した。主な荷主はホルシム（セメント）、ミッタルスチール（鉄鉱石）、PSAプジョーシトロエンスロバキア（自動車）、ドゥスロシャリャ（化学肥料）だった。
2007年4月にはウクライナ国境のコシツェ県トレビショウ郡チエルナッティソウ市に支店を開設。同年6月から国鉄チョプ-チエルナッティソウ鉄道線を経由したウクライナ鉄道との初の民間貨物列車運行を行った。

### 経営破綻
同社は2011年2月、スロバキア国鉄に対して支払う線路使用料および機関車使用料、施設使用料を長期間滞納していることを理由に、国鉄線列車運行事業認可を取り消された。これに対し同社は、開業当初の旅客列車運行事業におけるブラチスラヴァ県政府当局の助成を巡る違約が原因だとして滞納を正当化する一方、筆頭株主で経営陣が同一のブラチスラヴァレール株式会社に名目上事業を譲渡し、さらにブラチスラヴァレール社が国鉄線列車運行事業認可を持つロコトレインズスロバキア有限責任会社の名義を借りる形で事業の継続を図った。
しかし同年8月、国鉄はブラチスラヴァ地域鉄道線企業体の破産を裁判所に申し立てた。申し立て時における同社の国鉄に対する債務は192万ユーロで、ほかに社会保険会社および複数の健康保険会社に対する債務を抱えており、同年9月14日に破産が宣告された。

## 保有車両
2007年現在の保有動力車は、ディーゼル機関車15両、電気機関車4両（直流機2両、交流機2両）、気動車3両。このほかブラチスラヴァ-ズヴォレン-コシツェ間の長距離旅客列車運行を目的にオランダ鉄道から気動車2編成6両を購入したが、営業運転は行わなかった。またローカル旅客列車用にオーストリア国鉄からリースされた2143形液体式ディーゼル機関車2両を使用していた。